# Lac Archambault
Lac Archambault är en sjö i Kanada.   Den ligger i regionen Lanaudière och provinsen Québec, i den sydöstra delen av landet, 150 km nordost om huvudstaden Ottawa. Lac Archambault ligger 387 meter över havet. Arean är 13,8 kvadratkilometer. Den sträcker sig 10,8 kilometer i nord-sydlig riktning, och 3,8 kilometer i öst-västlig riktning.
I omgivningarna runt Lac Archambault växer i huvudsak blandskog. Runt Lac Archambault är det mycket glesbefolkat, med 5 invånare per kvadratkilometer.